# 5e cérémonie des Lumières
La 5e cérémonie des Lumières de la presse internationale s'est déroulée le 25 février 2000. Elle a été présidée par Claudia Cardinale et a été diffusée sur France 2. 
Les catégories Meilleur espoir féminin et Meilleur espoir masculin y font leur première apparition.

## Palmarès
- Meilleur film :
  - Jeanne d’Arc de Luc Besson
- Meilleur réalisateur :
  - Luc Besson pour Jeanne d’Arc
- Meilleure actrice :
  - Karin Viard pour le rôle d'Emma dans Haut les cœurs !
- Meilleur acteur :
  - Philippe Torreton pour le rôle de Daniel Lefebvre dans Ça commence aujourd'hui
- Meilleur espoir féminin :
  - Audrey Tautou pour le rôle de Marie dans Vénus beauté (institut)
- Meilleur espoir masculin :
  - Romain Duris pour le rôle d'Arthur dans Peut-être
- Meilleur scénario :
  - La Bûche – Danièle Thompson et Christopher Thompson
- Meilleur film étranger :
  - Tout sur ma mère (Todo sobre mi madre) de Pedro Almodóvar